# Nazovi M radi ubojstva
Nazovi M radi ubojstva je američki triler iz 1954. redatelja Alfreda Hitchcocka. 
Predstavlja adaptaciju istoimenog kazališnog komada Fredericka Knotta, originalno prikazanog kao TV-drama na BBC-u dvije godine ranije. Protagonistica, čiji lik tumači Grace Kelly, je bogatašica Margot Mary Wendice čiji muž Tony (koga tumači Ray Milland), bojeći se da će nakon razvoda ostati bez novaca, angažira profesionalnog kriminalca Lesgatea (kojeg tumači Anthony Dawson) da ju ubije, dok on sebi osigura alibi. Radnja prikazuje kako se plan izjalovi kada Margot u samoobrani ubije Lesgatea, ali i kako Tony to nastoji inscenirati kao ubojstvo motivirano nastojanjem da se ukloni ucjenjivač, a kako bi završila na vješalima. 
Nazovi M radi ubojstva je snimnjen u 3D tehnici, kao jedino takvo ostvarenje u Hitchcockovoj filmografiji; to se, međutim, dogodilo u vrijeme kada se publika već zasitila te nove, ali za prikazivanje komplicirane tehnologije, te je uglavnom prikazivan u 2D obliku. Prostorno ograničenje radnje, primjereno kazališnoj predstavi, je između ostalog, postalo jedan od razloga zašto je Dial M for Murder doživio niz remakeova na filmu i televiziji u brojnim zemljama.

## Uloge
- Ray Milland ... Tony Wendice
- Grace Kelly ... Margot Mary Wendice
- Robert Cummings ... Mark Halliday
- John Williams ... glavni inspektor Hubbard
- Anthony Dawson ... kapetan Lesgate (Swann)
- Leo Britt ... čovjek sa zabave
- Patrick Allen ... detektiv Pearson
- Robin Hughes ... policijski narednik
- George Leigh ... detektiv Williams
- George Alderson ... prvi detektiv

## Vanjske poveznice
- Dial M for Murder na Rotten Tomatoes